# Klaipėda
Klaipėda () (in tedesco Memel; in polacco Kłajpeda; in yiddish מעמלבורג‎?, Memlburg) è una città della Lituania nei pressi della foce del fiume Nemunas.
La città è nota anche con gli esonimi tedeschi di Memel o Memelburg, con l'esonimo polacco di Kłajpeda.

## Cultura

### Architettura
Klaipėda possiede una pittoresca e particolare architettura: il centro presenta agglomerati simili a quelli che si possono trovare in Germania, Inghilterra e Danimarca, mentre la cerchia a ridosso del centro e la prima periferia sono caratterizzate dalla classica architettura sovietica. La cerchia più esterna invece è dominata da case unifamiliari modernissime, simbolo dello sviluppo della città nel decennio 1998-2008.

## Geografia antropica

### Suddivisioni amministrative

#### Gandrališkės
Gandrališkės è un nuovo quartiere della città. Il quartiere ospita il Pilsotas e altri 7 grattacieli finiti nel 2010.

## Monumenti e luoghi d'interesse

### Grattacieli

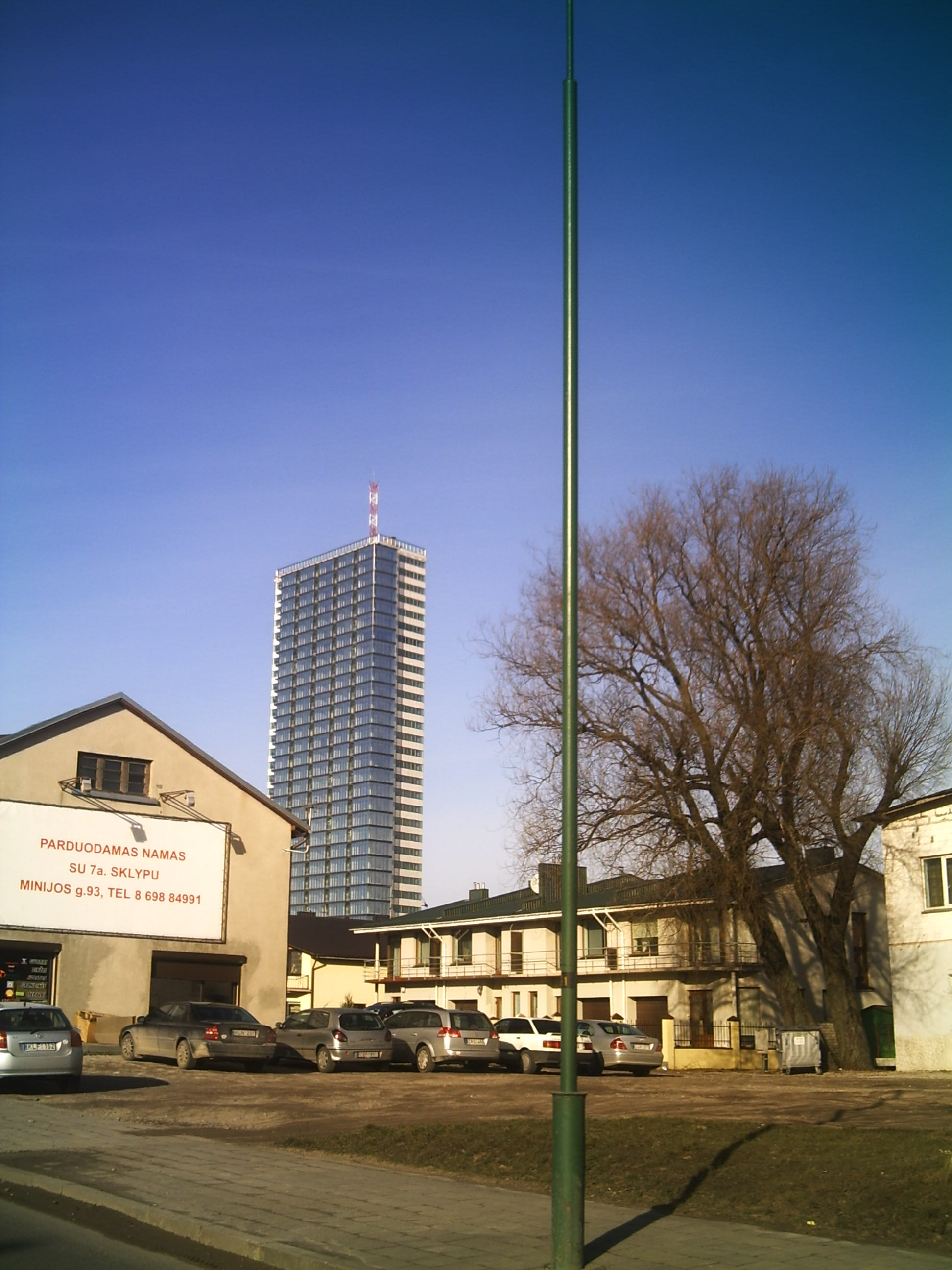
Veduta grattacielo

- Pilsotas: si trova nel quartiere di Gandrališkė ed è il più alto grattacielo residenziale dei Paesi baltici, essendo alto 112 metri e avente 34 piani.
- Kuršas: progetto in stand by, dovrebbe essere alto 170 metri.

## Storia
L'area attorno a Klaipėda venne inizialmente abitata da tribù baltiche nel XII secolo. Questa città portuale del Mar Baltico venne fondata dai Cavalieri dell'Ordine teutonico nel 1252 ed è registrata come Castrum Memele (in tedesco Memelburg, o anche Mimmelburg). Nel 1254 a Memel venne concesso il Diritto cittadino di Lubecca. L'area venne convertita alla cristianità dai Cavalieri teutonici. Il Trattato di Melno del 1422 fissò il confine tra Prussia e Lituania. Memel venne inclusa nella Prussia e il confine rimase invariato fino al 1919.
Fu uno dei confini europei rimasto invariato più a lungo nel tempo. A partire dal 1474 Memel venne governata dal Diritto cittadino di Kulm delle città prussiane. Nel 1525 la Memel ducale di Alberto I di Prussia (Albrecht von Brandenburg-Ansbach-Preussen) adottò il luteranesimo. Fu l'inizio di un lungo periodo di prosperità per la città ed il porto, quando la Prussia ducale era feudo polacco e successivamente parte della Confederazione polacco-lituana. La città di confine serviva come porto per la vicina Lituania, beneficiando della sua posizione vicino al fiume Nemunas.
La fine di dell'epoca di prosperità giunse con la guerra dei trent'anni, quando, tra il 1629 e il 1635, Memel venne attaccata, danneggiata e occupata dall'impero svedese. Venne ricostruita numerose volte e, settantacinque anni dopo, fu colpita da un'epidemia di peste che falcidiò un numero elevato di abitanti. Con la formazione dello Stato tedesco unitario, nel 1871, Memel divenne la città più nord-orientale della Germania. Nel 1919 venne posta sotto il protettorato degli Stati dell'Intesa. Dopo il trattato di Versailles il territorio attorno a Memel (Memelland) venne separato dalla Germania e divenne autonomo sotto occupazione francese.
Nel 1923 le truppe lituane al comando del colonnello Budrys occuparono la città e le truppe francesi si ritirarono. Memel fu annessa al Terzo Reich il 22 marzo 1939, dopo l'annessione di Austria, Sudeti, e Cecoslovacchia. Molti abitanti lituani ed ebrei si rifugiarono in Lituania. La città subì gravi distruzioni durante la seconda guerra mondiale, a partire dalla fine del 1944 e fino all'inizio del 1945. Nell'ottobre del 1944 gli abitanti evacuarono la città, che venne catturata dall'Armata Rossa nel gennaio 1945 e successivamente annessa alla Repubblica Socialista Sovietica Lituana.

## Infrastrutture e trasporti

### Porti
È dotata di un porto sul mar Baltico, dove attraccano i traghetti che collegano la Lituania alla Svezia, alla Danimarca e alla Germania.
Il porto di Klaipėda gestisce circa 20 milioni di tonnellate di merci ogni anno.

## Amministrazione

### Gemellaggi
- Cleveland

## Sport

### Basket
La città è sede del club Klaipėda che disputa il massimo campionato lituano

### Calcio
La squadra principale della città è l'Atlantas.